# James Pitcairn-Knowles

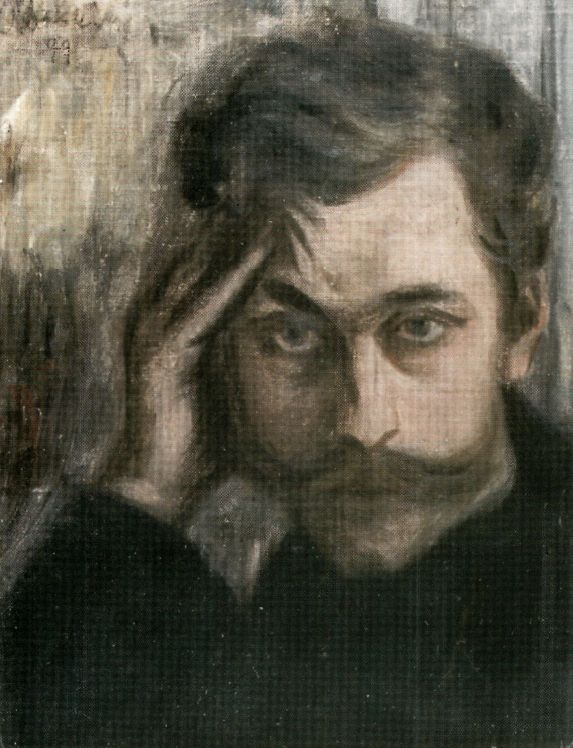
James Pitcairn Knowles (József Rippl-Rónai, 1899)

James Pitcairn-Knowles (* 28. September 1863 in Rotterdam; † 2. Januar 1954 in Hungen) war ein Maler, Grafiker und Bildhauer schottischer Abstammung, der den überwiegenden Teil seines Lebens in Deutschland verbracht hat. Weil er in Wiesbaden zur Schule ging, in der Kurstadt seine Bilder ausstellte und an deren Rand das Schloss Freudenberg bauen ließ, wird er zu den Wiesbadener Malern gerechnet.

## Jugend

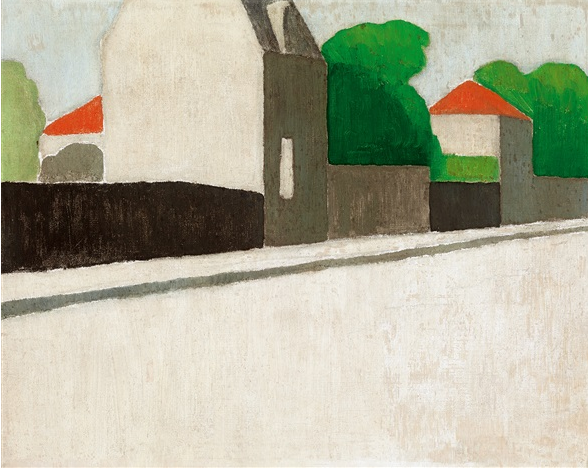
Sunlit street (1895); Öl auf Leinwand

Der Vater von James Pitcairn-Knowles, William, entstammte einer Familie, die in Aberdeen und Umgebung im Nordosten von Schottland durch den Handel mit Wolle, Korn und Kurzwaren reich geworden war. In Rotterdam, wo sich der Vater auf den Wollhandel spezialisierte, heiratete er nach dem Tod seiner ersten Frau 1862 die Opernsängerin Doris Kluge, eine Jüdin, deren Eltern in Berlin ein Bekleidungsgeschäft besaßen. In Rotterdam wurden auch Knowles Geschwister geboren, 1865 seine Schwester Isabella, die mit fünfzehn Jahren starb und sein Bruder Andrew. In Rotterdam war die Familie bei der Britischen Botschaft gemeldet. Die Geschäfte in Rotterdam waren für Vater William so erfolgreich, dass er sich 1873 als Zweiundfünfzigjähriger in der Kurstadt Wiesbaden zur Ruhe setzen und sich auf seine Leidenschaft, seine Kunstsammlung, vornehmlich Alter Meister, konzentrieren konnte.
Nach dem Willen seines Vaters sollte Knowles, der im benachbarten Biebrich-Mosbach auf das private Künklersche Lehrinstitut gegangen war, als Achtzehnjähriger in Manchester in der Textilindustrie Erfahrungen sammeln, um anschließend seinen älteren Stiefbruder, William junior, im Familiengeschäft in Rotterdam zu unterstützen. Dieser Versuch, Knowles in den Wollhandel einzuführen, schlug fehl. Noch 1882 kehrte Knowles nach Wiesbaden zurück und konnte seinen Vater überreden, ihm ein Kunststudium zu finanzieren.

## Kunststudium in Weimar und München
Ab 1883 studierte Knowles an der Akademie der Bildenden Künste München u. a. bei Carl Theodor von Piloty und Fritz von Uhde. Darauf begab er sich an die Kunstschule Weimar, um sich bei Leopold von Kalckreuth einzuschreiben. Alle drei Lehrer dürften den realistischen Malstil von Knowles mitgeprägt haben, den er bis in die 1950er Jahre normalerweise praktizierte.

## In Paris

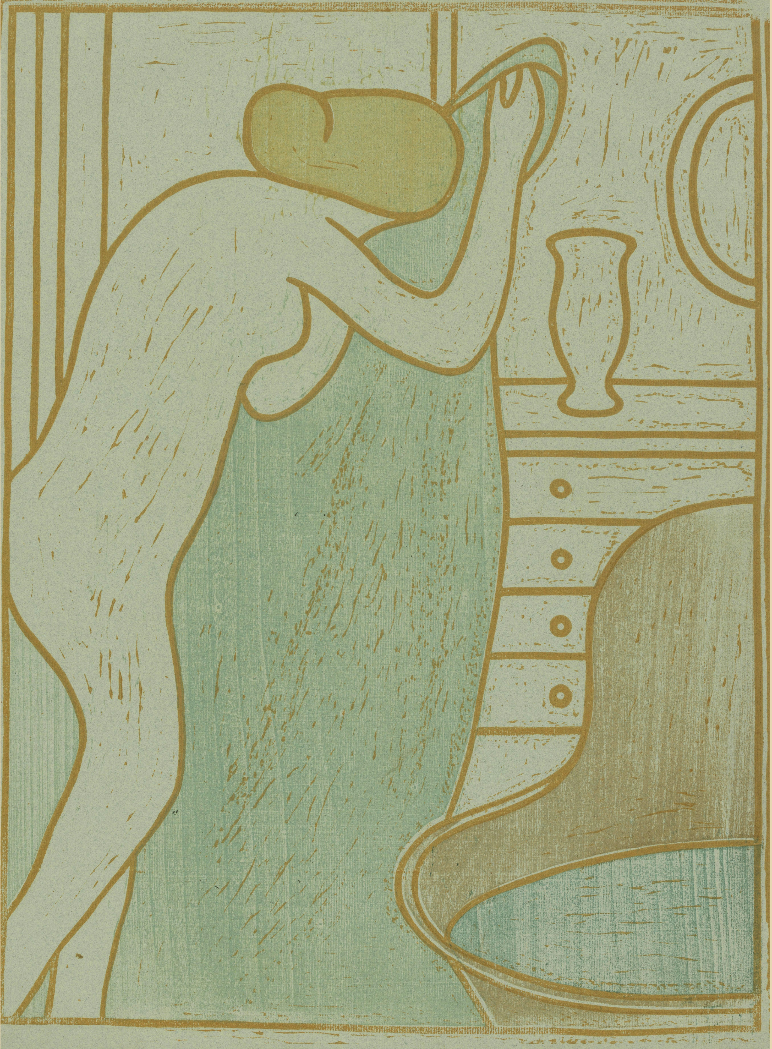
Trial proof of The Bath (1896); Gravur auf Holz

1887 ging Knowles nach Paris, um sich an der Académie Julian im Atelier von Jean-Paul Laurens weiterzubilden. Im Anschluss an die in München und Weimar erworbene Ausbildung, betrachtete man Laurens für Knowles als den „rechten Lehrer […], dessen Manier die Mitte hält zwischen der Kostümmalerei der älteren Schule und der heute wieder aufgeblühten Romantik mit einem Zuge in die mittelalterliche Mystik.“ Werke von Besnard, Burne-Jones, Crane oder Dante Gabriel Rossetti sollen ihn zunächst fasziniert haben. Doch in seinem bislang bekannten Werk haben die genannten Künstler keine auffälligen Spuren hinterlassen.
In Paris verkehrte er u. a. auch im Haus des ungarischen Malers Mihály Munkácsy, in dem er deshalb freundschaftlich aufgenommen wurde, weil sein Vater über den Wiener Kunsthändler Charles Sedelmeyer bei ihm Gemälde erworben hatte. Bei einem Empfang lernte er dort József Rippl-Rónai, den später berühmtesten ungarischen Maler der Klassischen Moderne, kennen. Mit ihm sollte ihn eine tiefe, lebenslange Freundschaft verbinden, was auch durch fünf Porträts, die Rónai von seinem Freund malte, belegt wird.
Um 1888 kamen Knowles und Ronai in Kontakt mit den Nabis, in deren Gemeinschaft beide aufgenommen wurden. Somit zählten der Schotte und der Ungar, neben Morgens Ballin, Félix Vallotton und Jan Verkade zu den wenigen Nicht-Franzosen in der Gruppe. Nur wenige Arbeiten Knowles, wie z. B. der Holzschnitt „Le Bain“ dokumentieren einen deutlichen, jedoch temporären Einfluss der Devisen der Nabis auf seine Kunst. Die Kunsthistorikerin Mela Escherich, die sich ab den 1920er Jahren als Schriftstellerin u. a. auch für Jawlensky engagierte, erklärte 1912 zu Knowles Verhalten gegenüber Neuerungen in der Kunst: „Eigentliche Schulverhältnisse werden nicht erkennbar. Wichtiger scheinen die reichen geistigen Beziehungen, die sich dem jungen Künstler namentlich in Paris erschlossen.“ Dazu zählen auch jene, die ihn z. B. mit Aristide Maillol verbanden, den er 1890 auch mit seinem Freund Ronai bekannt machte.
In Paris hatte Knowles Eugénie Victoire Marie Guérinet (1870–1959), eine Tochter von Napoleon III. und einer Hofdame, kennengelernt, deren Taufpatin die Frau Napoleons III., Kaiserin Eugénie war. Knowles, Ronai und seine damalige Freundin und spätere Frau, Lazarine Baudrion, kannten Eugénie Victoire Marie nur unter dem Namen Yvonne. Yvonne hatte ihren wesentlich älteren Mann, einen Herzog, verlassen. Von der Ehe enttäuscht beabsichtigte sie, Nonne zu werden. Im gleichen Zeitraum hatte Knowles, der manisch depressiv veranlagt war, beschlossen, Mönch zu werden. Als sie aufeinander trafen, gaben beide ihr Vorhaben auf. Yvonne kam mit Knowles nach Wiesbaden.

## Wieder in Wiesbaden

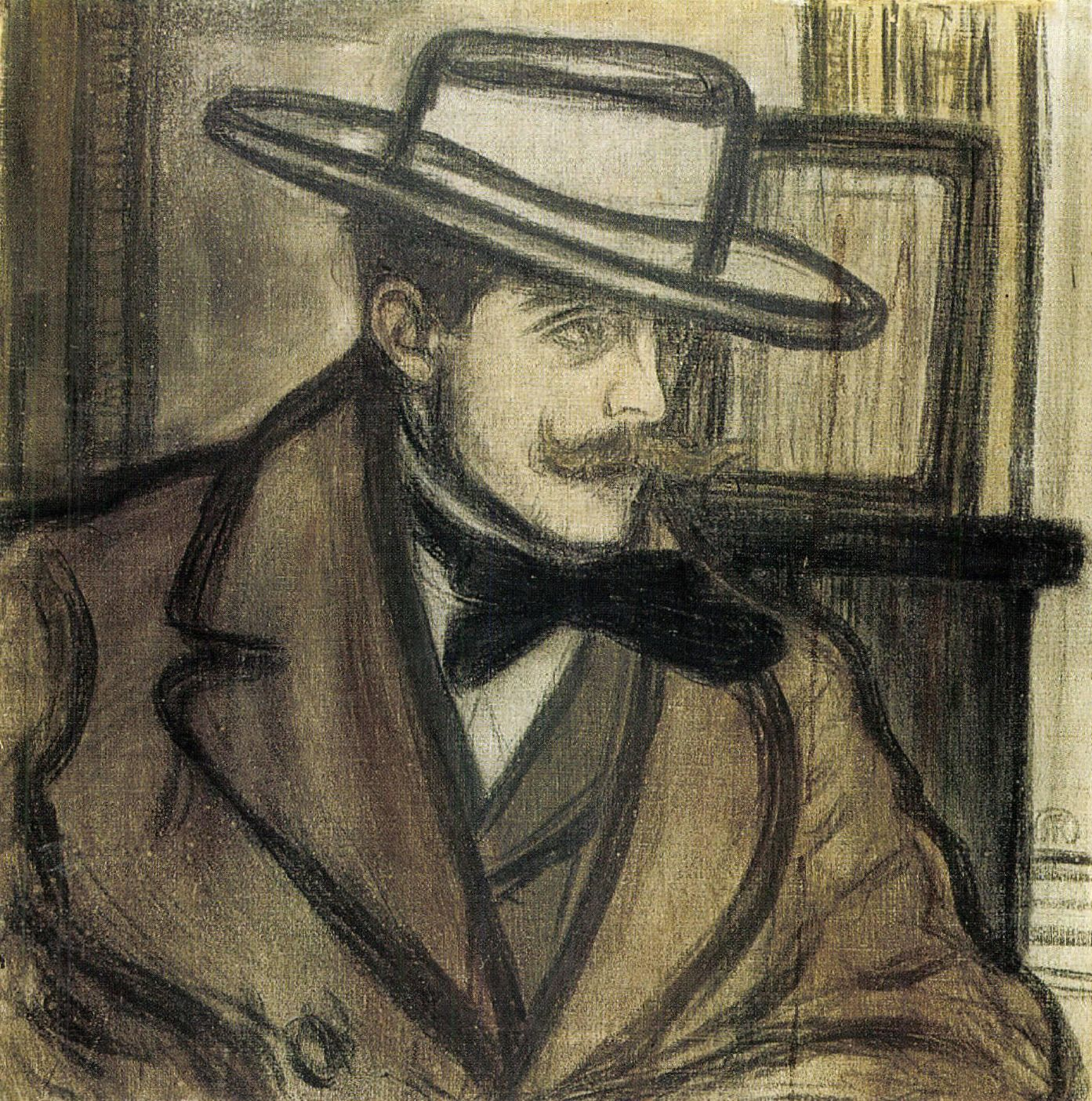
Porträt von James Pitcairn Knowles (József Rippl-Rónai, 1892)

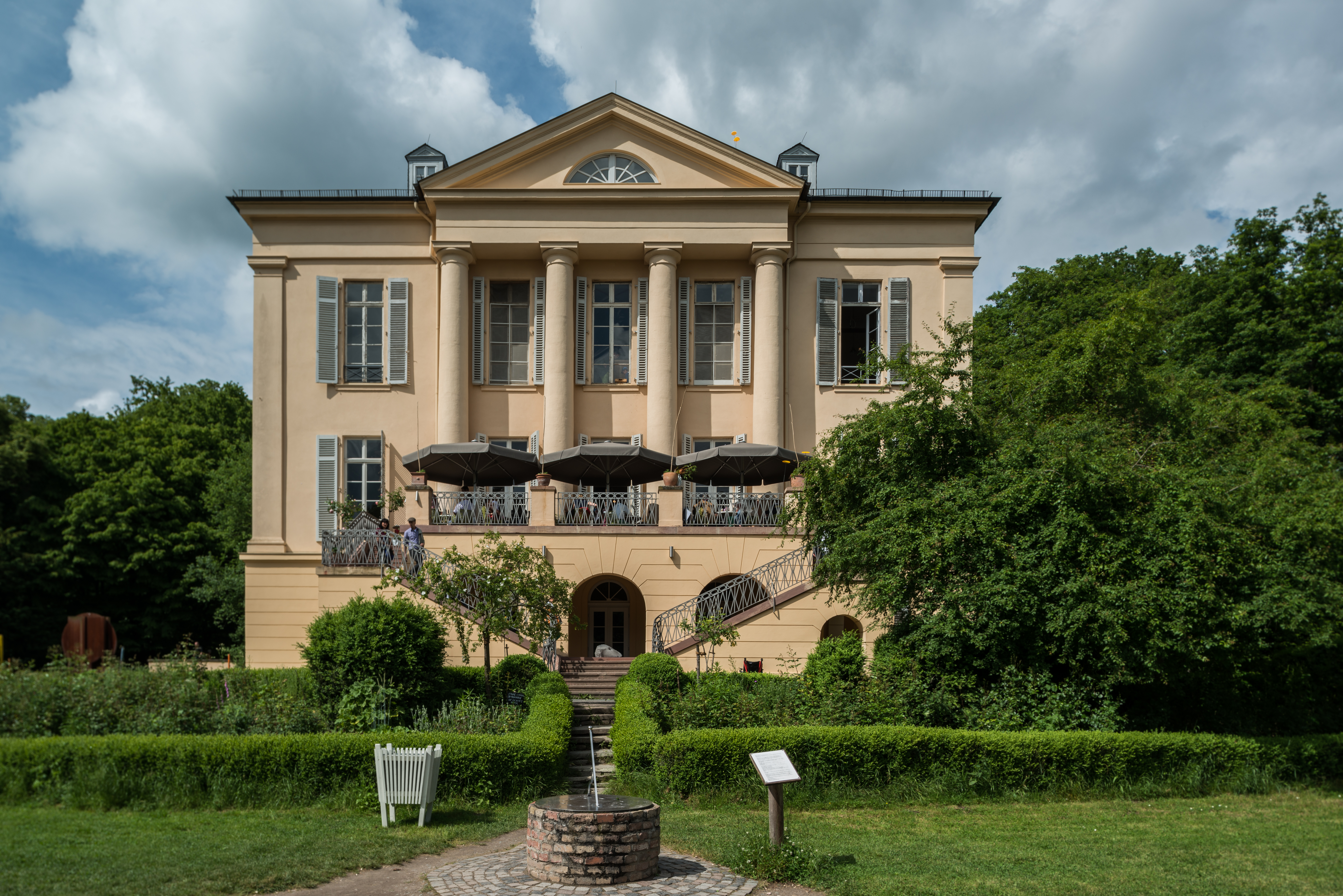
Südwestansicht des Schlosses Freudenberg, Wiesbaden-Dotzheim

„Mit grossen Plänen kehrte er 1891 nach Wiesbaden heim. Da warf ihn der Typhus auf das Krankenlager und zehrte jahrelang an seiner Kraft.“ Erst drei Jahre später konnte Knowles wieder malen. Im Januar 1895 stellte er zusammen mit August von Heyden und Hubert von Heyden im Salon Fritz Gurlitt aus. Als Rippl-Ronai von dem ungarischen Grafen Tivandar Andrássy den Auftrag bekommen hatte, für sein Schloss Tiszadob den Speisesaal einzurichten, entwarf er 1897/98 farbige Fenster und eine Glasdecke „unter Mitwirkung meines Freundes Knowles in Wiesbaden“, die unter der Aufsicht beider Künstler in Wiesbaden hergestellt wurden.
Auf der Rückreise nahm Rónai eine Reihe Bilder von Knowles als Geschenke mit nach Ungarn in seine Heimatstadt Kaposvár, wo sein ehemaliges Wohnhaus als Rippl-Ronai-Museum umgestaltet wurde. Dort befinden sich heute eine Reihe der Arbeiten von Knowles. „In dieser Zeit entstand Knowles Plan Vorstellungen von einem irdischen Paradies, der später zu einem Schlossbau [in Wiesbaden] führte.“ Ab 1902 führte er Verhandlungen zum Kauf eines Geländes auf einer Anhöhe bei Wiesbaden-Dotzheim mit Blick auf den Rhein. Zunächst wurde dort von schwedischen Zimmerleuten ein solides Blockhaus gebaut, das 1903 fertig wurde. Zur Verwirklichung des Schlosses beauftragten Knowles und Yvonne/Eugénie Victoire Marie Guérinet den Architekten Paul Schultze-Naumburg. Im Herbst 1905 war es bezugsfertig und erhielt den Namen Schloss Freudenberg. Dort veranstaltete das Paar großzügige Feste und Bälle, über die die örtlichen Zeitungen mehrfach berichteten. So lautete es z. B. 1906 in einem Artikel: „Bei feenhafter Beleuchtung […] fand abends ein frugales Souper statt, wobei Trinksprüche auf die gütigen Gastgeber Hrn. J. Pitcairn-Knowles nebst seiner werten Frau Gemahlin aufgebracht wurden.“ Als sich Knowles und Eugénie Victoire Marie Guérinet 1909 trennten, wurde das Schloss verkauft. „Insgesamt dürften für Gelände, Bauten und Park (ohne Wasserversorgung) rund 660.000 M auf-gewendet worden sein.“
Die Wiesbadener Galerie Aktuaryus richtete Knowles 1912 eine Ausstellung aus, die in der Zeitschrift Der Cicerone eine enthusiastische Besprechung fand: „Der Künstler hat sich seit einiger Zeit in Wiesbaden niedergelassen, wo sich ihm rasch die ersten Kreise öffneten. Pitcair-Knowles ist Frauenmaler. Seine Kunst atmet Hochkultur, sensiblen Geschmack, spiritualistisches Einfühlungsvermögen in das geheime Reich des Femininen. Eine Technik der subtilsten Art. Feine, graue, bis ins Milchige erblassende Töne, im Inkarnat sich manchmal leicht steigernd zu dem Materialton gelblichen oder bräunlichen Marmors oder hinstrebend in einem gleichsam veratmenden, auf den letzten Grad der Wahrnehmbarkeit abgedämpften Rosa.“
Im Ersten Weltkrieg war Knowles als Engländer offensichtlich für einige Zeit interniert worden.

## Porträt-Aufträge
1919 heiratete Knowles die dreiunddreißigjährige Louise Prinzessin zu Solms-Braunfels (1885–1964). Die darauffolgenden Jahre verlebte das Ehepaar in der Solmser Villa in Bad Homburg. Später folgten Aufenthalte in den Solmser Schlössern in Lich und in Braunfels. Die letzten Jahrzehnte verbrachte Knowles mit seiner Frau im Schloss Hungen im Landkreis Gießen. Nicht nur Verwandte aus dem Hessischen Hochadel luden Knowles in ihre Schlösser ein und ließen sich von ihm porträtieren. Aus einem Brief an seinen Freund Rippl-Ronai in Kaposvár erfährt man, dass Knowles auch in Wiesbaden weiterhin ein geschätzter Porträtist war. So ließ z. B. der Augenarzt Hermann Pagenstecher (1844–1932) seine Frau von Knowles malen, um das Portrait seinen Besuchern zu präsentieren. In einem anderen Brief an Ronai berichtet er, dass er in den späten 1920er Jahren an einem Porträt 6–10.000 Reichsmark verdiente.

## In den 1930er Jahren
In den 1930er Jahren beschränkte sich Knowles laut dem Kunsthistoriker Schenck zu Schweinsberg „mit einer ausgezeichneten Beobachtung, einer knappen, beherrschten, scharf modulierenden Malweise auf eine oft vom Rahmen überschnittene Darstellung der Köpfe. Die knappen Flächen des Hintergrundes verzichten auf jede Andeutung eines Bildraumes. […] Einem sicher hochgebildeten Maler einen festen Rang innerhalb der deutschen Malerei anzuweisen, scheint im Augenblick nicht möglich.“ Demnach ließ sich Knowles keinem der künstlerischen Ismen zuordnen, etwa dem Expressionismus oder gar dem nachfolgenden Verismus und entging dadurch in der Zeit des Nationalsozialismus mit Malverbot behelligt zu werden.

## Unter Hausarrest
Als England am 3. September 1939 dem Nazi-Deutschland den Krieg erklärte, beantragte Knowles in der Kreisstadt Gießen die deutsche Staatsbürgerschaft, weil er meinte, es wäre für ihn als Engländer besser, als Deutscher zu gelten. Ihm wurde mitgeteilt, solange der Krieg andauere, wäre dies nicht möglich. Haft käme für ihn nicht mehr in Frage, da er bereits über sechzig Jahre alt sei. Er habe sich fortan als unter Hausarrest stehend zu betrachten. Als Sechsundsiebzigjähriger habe er sich nur einmal wöchentlich bei der Polizei in Hungen zu melden. Knowles war offensichtlich nicht bewusst, in welche Gefahr er sich begeben hatte, als er seine Einbürgerung beantragte. Wären die Behörden seinem Anliegen positiv gegenübergestanden, hätte er möglicherweise einen Ariernachweis erbringen müssen, der zur Entdeckung geführt hätte, dass er Halbjude war. So blieb er in dieser Hinsicht unangetastet Engländer bis an sein Lebensende.
Die Aufenthaltsmöglichkeiten für Knowles und seine Frau waren auf wenige Räume im Hungener Schloss begrenzt, weil es spätestens ab 1943 vom NS-Regime überwiegend für Zwecke des sogenannten Instituts zur Erforschung der Judenfrage genutzt wurde.

## Mit weißer Flagge und Union Jack zur Freiheit
Als im frühen Januar 1945 im nahegelegenen Wald von Hungen die 3. US-Panzerdivision auftauchte, lief der zweiundachtzigjährige Knowles über die Felder den US-Streitkräften entgegen, mit einer weißen Friedensflagge in der einen Hand und mit der anderen den Union Jack über seinem Kopf schwenkend. Kein Schuss fiel, nachdem Knowles den GIs mitgeteilt hatte, dass das deutsche Militär und die NS-Angestellten, die die konfiszierten jüdischen Objekte verwalteten, Hungen fluchtartig verlassen hatten. Dass Hungen und sein Schloss einem „Bombardement“ am Ende des Zweiten Weltkrieges entgehen konnten, verdankt die Stadt somit einem schottischen Maler.

## Nach dem Zweiten Weltkrieg
Pitcairn-Knowles und seine Frau wohnten nach Kriegsende weiterhin im Hungener Schloss, das sich bald, wie andere Schlösser auch, mit Flüchtlingen füllte. Seiner Schwägerin schrieb er zu seiner Situation nach England am 29. Januar 1949, in diesem Haus zu wohnen: „wird immer schrecklicher – der Schmutz und Dreck, den diese armen Leute mit sich brachten – wird immer schlimmer, je mehr kommen – Oh, was eine Welt voller Elend.“ Als Knowles 1954 starb, lebten immer noch siebzig Flüchtlinge im Schloss.
In einem Brief an seine Freundin, Johanna Gräfin Solms-Laubach schrieb Knowles von einem Besuch des Kunstsammlers Franz Moufang am 19. November 1949. Moufang war damals u. a. Kulturreferent der Stadt Heidelberg und Beirat des Heidelberger Kunstvereins.
Am Abend vor seinem Tod am 2. Januar 1954 hatte der neunzigjährige Knowles noch an einem Bild gemalt. Wenige Tage später gab es verschiedene Nachrufe im Rundfunk und in der Presse. Die Giessener Freie Presse benutzte einen Auszug aus einem Artikel, den die Schriftstellerin – ehem. studierte Malerin Editha Klipstein für ihren Freund bereits vor ihrem Tod 1953 in Laubach verfasst hatte. Sie sah Knowles Malerei „in einer aussichtslosen Konkurrenz mit dem Photographen“ und begründete ihr Tun: „Ich wende mich gerne zu den Ausnahmeerscheinungen. So möchte ich heute die Blicke auf Pitcairn-Knowles wenden. […] Die Form, daß der Kunstjünger sich einem Arrivierten angleicht, gab es für einen Einzelgänger wie Pitcairn-Knowles niemals. […] Man sieht seine Bildnisse in Schlössern hängen, keineswegs dem Stil der großen Wanderporträtisten angeähnelt, aber in der Eigenschaft der Einfügung des architektonischen ‚Taktes‘ durchaus geeignet, sich ihnen auch für ferne Enkel organisch in der großen Reihe anzuschließen.“